# Don Giddens
Don P. Giddens é um engenheiro biomédico.
Foi decano do Colégio de Engenharia do Instituto de Tecnologia da Geórgia, de 2002 a 2011 e presidente da American Society for Engineering Education em 2011-2012.